# الحنان له أشرعة (مسلسل)
الحنان له أشرعة هو مسلسل عراقي عرض في عام 1981.

## فكرة العمل
يعرض حلقات منفصلة ولكل حلقة قصة مختلفة.

## الممثلون
- شكري العقيدي
- علي ميرزا
- سعدية الزيدي
- شذى سالم
- آزادوهي صاموئيل
- محسن العزاوي